# Переселение сербов (картина)
«Переселение сербов» (также «Миграция сербов», серб. Сеобе Срба) — монументальная историческая композиция и несколько ее вариаций и копий сербского художника Пая Йовановича, изображающих Великое переселение сербов в конце XVII века.

## История создания
С середины 1890-х в творчестве Йовановича начался период, посвященный преимущественно картинам на историческую тематику. В этот период созданы картины «Таковское восстание» (1895), «Переселение сербов», «Вршацевский триптих» и более поздние «Коронация короля Душана» (1900), «Тевтонская ярость», «Битва в Тевтобушском лесу» и другие. В 1895 году Йованович встретился с молодым королём Александром Обреновичем, который похвалил его исторические полотна. Также художник получил от правительства заказ на две монументальные композиции, посвященные истории Сербии, которые планировалось представить на выставке тысячелетия в Будапеште в 1896 году.
Так были созданы картины «Переселение сербов» и «Вршацевский триптих». Первая картина была заказана парламентским комитетом Карловица во главе с Патриархом Сербским Георгием Бранковичем, чтобы увековечить Первое переселение сербов во главе с патриархом Арсением III в 1690 году; стоимость контракта составляла 10 тысяч форинтов. Вторую композицию заказал муниципалитет Вршаца, родного города художника.
Приступив к созданию картины «Переселение сербов», Йованович встречался с патриархом, консультировался с его церковным советом, вместе с ученым-историком архимандритом Илларионом Руварацем посещал фрушкогорские монастыри в поисках исторических свидетельств и документов.
В результате напряженной работы, длившейся десять месяцев, весной 1896 года обе картины — «Переселение сербов» (на тот момент самая крупная по размеру картина сербских художников) и «Вршацевский триптих» — были завершены и представлены патриарху Георгию. Однако патриарх остался недоволен композицией «Переселения», главным образом, по политическим и идеологическим соображениям. Он потребовал переделать правую часть картины, на которой были изображены обозы и стадо овец, что создавало впечатление «бегства» сербского народа, и заменить их на солдат.
Йованович исправил картину соответствующим образом, однако от собственного видения не отказался и создал еще одну версию «Переселения сербов», именно она в настоящее время хранится в Национальном музее в городе Панчево и считается наиболее «оригинальной» из всех прочих версий и копий картины. Из-за этих разногласий на выставку тысячелетия в Будапешт было решено отправить вторую картину, «Вршацевский триптих», изображающую сбор урожая и рынок Вршаца.
Третья версия «Переселения» была создана в 1945 году после известия (впоследствии оказавшегося ложным), что самая первая картина, находившаяся в столовой Патриаршего дворца в Сремски-Карловци, уничтожена. Третья вариация картины была представлена на выставке в Национальном музее Белграда в 1998 году.

## Критика
Картина была хорошо принята в Сербии и за рубежом;  с тех пор она приобрела культовый статус в сербской популярной культуре.
Историк Катарина Тодич отмечает, что существует поразительное сходство между картиной и фотографиями отступления Армия Королевства Сербия к побережью Адриатического моря во время Первой мировой войны.
Журналист Джон Кифнер описывает «Переселение сербов» как балканский эквивалент картины «Вашингтон переправляется через Делавэр», мгновенно узнаваемый символ 500-летней борьбы с турками-османами».